# لامور (داکوتای شمالی)
لامور(به انگلیسی: LaMoure) شهری در ایالت داکوتای شمالی کشور ایالات متحده آمریکا است که جمعیت آن در سرشماری سال ۲۰۱۰ میلادی، ۸۸۹ نفر بوده‌است.